# Municipio de Lisbon (Minnesota)
El municipio de Lisbon (en inglés: Lisbon Township) es un municipio ubicado en el condado de Yellow Medicine en el estado estadounidense de Minnesota. En el año 2010 tenía una población de 201 habitantes y una densidad poblacional de 2,17 personas por km².

## Geografía
El municipio de Lisbon se encuentra ubicado en las coordenadas 44°51′6″N 95°46′59″O / 44.85167, -95.78306. Según la Oficina del Censo de los Estados Unidos, el municipio tiene una superficie total de 92.63 km², de la cual 92,56 km² corresponden a tierra firme y (0,07 %) 0,06 km² es agua.

## Demografía
Según el censo de 2010, había 201 personas residiendo en el municipio de Lisbon. La densidad de población era de 2,17 hab./km². De los 201 habitantes, el municipio de Lisbon estaba compuesto por el 100 % blancos. Del total de la población el 0,5 % eran hispanos o latinos de cualquier raza.